# Saleilles
Saleilles (på Catalansk: Salelles) er en by og kommune i departementet Pyrénées-Orientales i Sydfrankrig.

## Geografi
Saleilles ligger på Roussillon-sletten kun 7 km sydøst for Perpignan centrum. Den lille flod Réart løber umiddelbart syd om byen. Nærmeste byer er mod nord Cabestany (4 km), mod øst Saint-Nazaire (5 km), mod sydøst Alénya (4 km), mod syd Théza (2 km) og mod sydvest Villeneuve-de-la-Raho (5 km).

## Historie
Saleilles nævnes første gang i 844 under navnet Salellas.
I 927 nævnes en kirke. Den er formodentligt blevet ødelagt under saracenernes invasion i 1017 for i 1024 blev den genopbygget. Denne bygning er det nuværende kapel Saint-Etienne.
Kirken Saint-Etienne blev påbegyndt i 1884, som erstatning for det gamle kapel, der var i forfald og som havde stået uden præst siden revolutionen. Den blev finansieret af en lokal velgører. Byggeriet begyndte dog for alvor først i 1894. Da velgøreren døde i 1911 havde hun ikke efterladt penge nok til færdiggørelsen, så tårnet er aldrig blevet bygget færdigt. Samme år blev Saleilles et kirkesogn og en præst ansat. Den nye kirke taget i brug i 1913.
I 1923 blev Saleilles udskilt fra Cabestany som en selvstændig kommune.

## Demografi

### Udvikling i folketal
| 1962                                                              | 1968 | 1975  | 1982  | 1990  | 1999  | 2006  | 2011  | 2017  |
| ----------------------------------------------------------------- | ---- | ----- | ----- | ----- | ----- | ----- | ----- | ----- |
| 469                                                               | 503  | 1.280 | 2.310 | 3.293 | 3.879 | 4.320 | 4.696 | 5.282 |
| Tal fra og med 1962 er uden dobbelttælling (sans doubles comptes) |      |       |       |       |       |       |       |       |